# Robert Southey
Robert Southey (Bristol (Gloucestershire), 12 d'agost de 1774 - Keswick (Cumberland), 21 de març de 1843) fou un escriptor, poeta, i historiador anglès.

## Biografia
Era fill d'un comerciant de robes, i es distingí per la seva precocitat, així com per la independència del seu caràcter. Estudiant en l'Escola de Westminster fundà un diari titulat Flagellant, i com que va publicar en aquest un article contra els càstigs corporal en els col·legis, fou expulsat d'aquell centre. Després estudià teologia a Oxford; s'entusiasmà amb la revolució francesa i va pretendre anar Amèrica a fundar un estat comunista, en companyia de Coleridge, que esdevingué a portar les mateixes idees. Aquestes idees es reflectien en la tragèdia Wat Tyler i The Fall of Robespierre, 1794 (aquesta última en col·laboració amb Coleridge), en el poema Joan of Arc (1795), de rica fantasia i també d'exaltació juvenil, i en nombroses poesies, que després ell mateix tractà d'inutilitzar. Ensems donà conferències polítiques amb Coleridge a Bristol, i tots dos amics es casaren a la vegada amb dues germanes de cognom Fricker.
Però el novembre de 1795, Southey fou portat a Lisboa per un seu oncle amb la família del qual havia viscut molt de temps, i en una residència de sis mesos en la península Ibèrica adquirí extensos coneixements en les literatures espanyola i portuguesa. De retorn a Anglaterra, entrà en l'Institut de Dret Gray's Inn, s'acomodà a les condicions existents i d'admirador que era fins llavors, es convertí en adversari de França, a la que culpava d'excessiu afany de conquista. El 1800 tornà altra volta a Portugal, però després es traslladà a una masia al camp de Greta, en el districte de Lake, i allà va romandre, amb petites interrupcions, fins a la fi de la seva vida. El 1807 assolí una subvenció de l'Estat com historiògraf i el 1813 aconseguí la corona poètica. L'excés de treball i la mort de la seva esposa li produïren un fort abatiment; però, no obstant, i malgrat la seva avançada edat, el 1839 tornà casar-se amb la també escriptora Caroline Anne Southey, quedant paralític poc temps després de les noces.

## Obra
La seva activitat fou prodigiosa; va escriure 109 volums, 59 estudis en l'Annual Review, 3 a Foreing Quarterly i 94 a Quarterly Review, tenint en compte que sempre preparava curosa i minuciosament els seus treballs. El seu poema èpic Thalaba the destroyer (1801), en versos lliures, que influí molt en Walter Scott i en Percy Bysshe Shelley, i Madoc (1805), li donaren gran celebritat, però cap profit. Després seguiren: The curse of Kehama (1810), el seu millor poema; diverses llegendes índies, i Roderick, the last of the Goths (1814), la destrucció del regne got d'Occident.

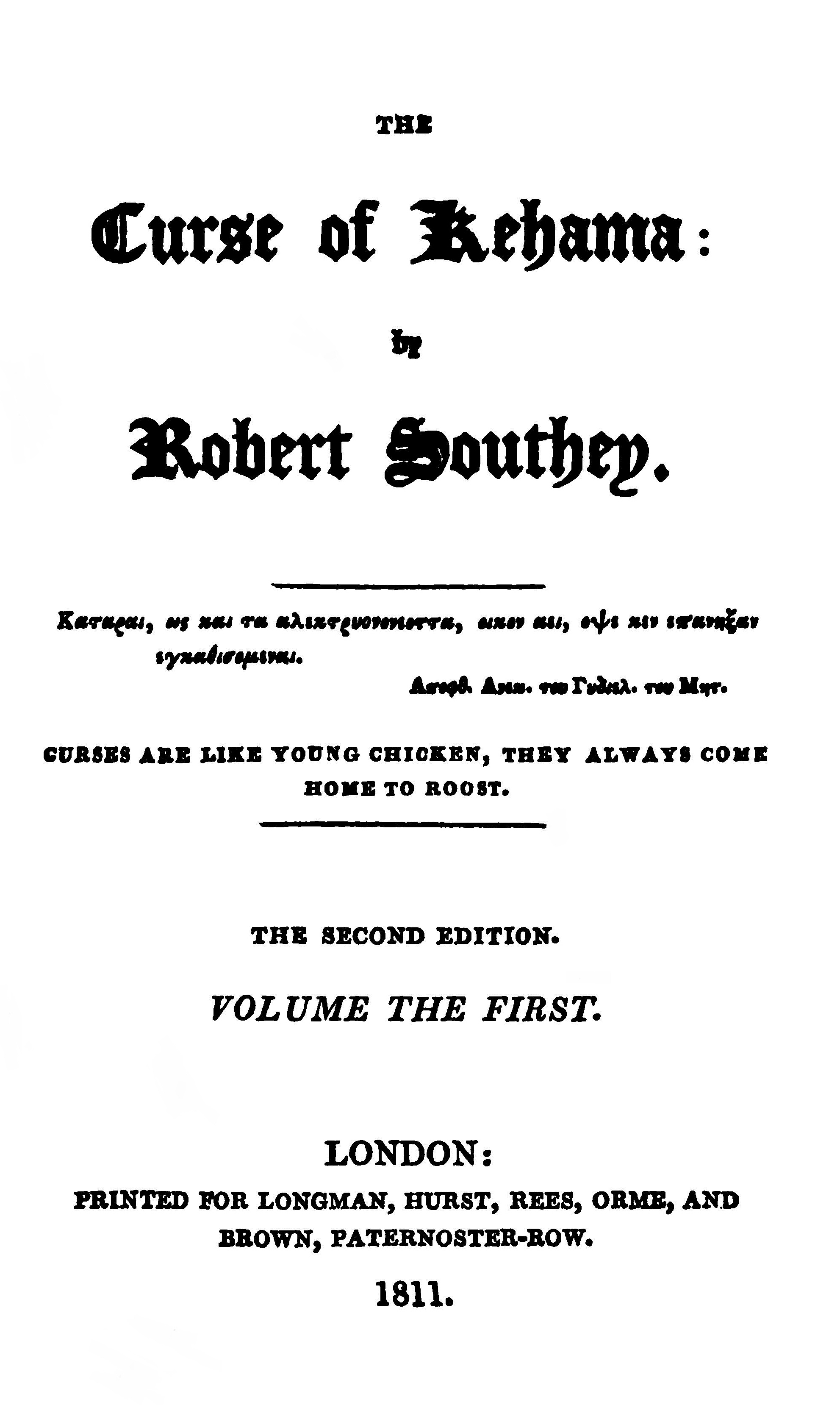
Curse of Kehama

Com a poeta de la cort glorificà la victòria de Wellington a Carmen triumphale, va compondre odes als aliats i, després de la mort de Jordi III, va escriure el panegíric Vision of judgment, en el que tracta a Byron, el seu antic gran amic, de fundador de l'escola satànica (1821). Com a poeta Southey tenia facilitat de forma, però no profunditat; pel qual avui dia és llegit en compendis. Com a prosista va assolir gran popularitat mercès al seu Life of Nelson, editada moltes vegades (1813, traduïda a l'alemany, Stuttgart, 1837), amb la que poden parangonar-se Lives of the British admirals i Life of Wesley (1820). També deixà una History of Brasil (1810-19); History of the Peninsular war (1823-28); The book of the Church (3.ª ed., 1825), Letters from England by Don Manuel Espriella (1807), i Colloquies in the progress and prospects of society (1829). A The Doctor (1834-37; nova ed., 1856) i Ominiana (1812), publicà altres escrits.
Per acabar, donà a la llum els Select Works of British poets from Chaucer to Jonson (1831) i traducció de novel·les meridionals, per exemple, Amadis de Gaula (1803). Les Poetical works de Southey es publicaren en 11 volums a Londres (1820), en 10 volums (1854) i en un volum (1862).